# Disloque en Mar del Plata
 Disloque en Mar del Plata  es una película filmada en colores de Argentina dirigida por Conrado Diana según el guion de Abel Santa Cruz que se estrenó el 20 de agosto de 1964 y que tuvo como protagonistas a Délfor, Jorge Porcel, Calígula, Anita Almada y Ámbar La Fox. Fue filmada en Mar del Plata y significó el debut cinematográfico de los integrantes del programa radial muy popular, La revista dislocada.

## Sinopsis
Fotógrafos, bañeros y vendedores ambulantes se unen para atrapar a una banda de delincuentes.

## Reparto
- Délfor
- Jorge Porcel
- Calígula
- Mengueche
- Belinda
- Isabel Lainer
- Vicente La Russa
- Carlos Ferreyra
- Anita Almada
- Ámbar La Fox
- Alejandro Maurín
- René Oliver
- Raúl Rossi
- Ernesto Báez

## Comentarios
- El Heraldo del Cine opinó que había en el filme:

“Libreto escuálido y dirección vacilante.”

- La Prensa dijo:

“Disparate mayor, incapaz de proyectarse con posibilidad alguna de humor, máxime cuando pretende hacerlo en un medio que no es el suyo, y ya lejano en el momento en que pudo tener vigencia.”

- Manrupe y Portela escriben:

“Limitada, de a ratos eficaz. Lo mejor de la película: los dibujos animados del comienzo.”